# Wojciech Fibak
Wojciech Fibak (Poznań, 30 de Agosto de 1952) é um ex-tenista profissional polaco.

## Grand Slam finais

### Duplas: 2 (1 título, 1 vice)
| Posição | Ano  | Campeonato      | Piso   | Parceiro    | Oponentes                    | Placar             |
| Vice    | 1977 | Roland Garros   | Saibro | Jan Kodeš   | Brian Gottfried Raúl Ramírez | 6–7, 6–4, 3–6, 4–6 |
| Campeão | 1978 | Australian Open | Grama  | Kim Warwick | Paul Kronk Cliff Letcher     | 7–6, 7–5           |